# Smokepurpp
Smokepurpp, pseudonimo di Omar Pineiro (Chicago, 15 maggio 1997), è un rapper, produttore discografico e cantautore statunitense.
Pineiro ha pubblicato il suo primo video musicale per It's Nothin con Lil Ominous il 23 settembre 2014. Inizialmente ha ottenuto successo sulla piattaforma online SoundCloud nel 2016 dopo che le sue canzoni Ski Mask e Audi sono diventate virali. Originariamente produttore discografico, Pineiro faceva parte del genere SoundCloud rap, grazie alla sua influenza su artisti come Lil Pump, che da allora sono entrati nel mercato musicale mainstream.
Pineiro ha pubblicato il suo mixtape di debutto commerciale Deadstar il 28 settembre 2017, raggiungendo la posizione numero 42 nella classifica degli album di Billboard 200.

## Biografia
Pineiro è nato il 15 maggio 1997 a Chicago, nell'Illinois. Lui e la sua famiglia si trasferirono a Miami, in Florida, quando aveva tre anni. Parlando della sua educazione, Pineiro si è descritto durante il liceo come un individuo calmo che si circondava di diversi gruppi di persone.
Pineiro ha iniziato la sua carriera musicale come produttore discografico, inizialmente come hobby nel tempo libero. Mentre faceva questo, ebbe una grande influenza nel far sì che anche il suo amico Lil Pump si mettesse a fare musica rap. Cominciò a fare rap a causa della poca presenza di persone che potessero comprare le sue strumentazioni musicali e grazie al successo di diverse tracce sulla piattaforma di distribuzione audio SoundCloud, Pineiro abbandonò la scuola superiore durante l'ultimo anno.
Inizialmente, Pineiro ha iniziato a seguire la musica durante il liceo, iniziando come produttore discografico. Pineiro ha iniziato a fare musica rap a causa della mancanza di persone che potessero acquistare effettivamente i suoi strumenti. La prima canzone di Pineiro è stata rilasciata su SoundCloud nel 2015, ma l'ha rapidamente cancellata a causa della sua mancanza di qualità, caricando presto la sua seconda canzone intitolata Live Off A Lick, con il rapper XXXTentacion. Pineiro alla fine abbandonò la scuola superiore a causa della sua nascente carriera musicale.
A marzo 2017, Pineiro ha firmato per Interscope Records e Alamo Records. In seguito ha annunciato il mixtape di debutto il 9 marzo 2017, sulla piattaforma di social media Twitter. Il 14 marzo 2017, Pineiro annunciò che il suo mixtape commerciale di debutto sarebbe stato Deadstar.
Pineiro ha rilasciato il singolo Audi nel maggio 2017. Il singolo divenne presto la sua canzone più popolare con oltre 25 milioni di riproduzioni su SoundCloud e 33 milioni di stream su Spotify a ottobre 2017. A settembre 2017, Pineiro annunciò che la data di uscita di Deadstar era stata fissata per il 22 settembre, rilasciando il singolo Bless Yo Trap poco dopo l'annuncio. Pineiro ha annunciato in seguito che Deadstar sarebbe stato posticipato, affermando che non era prevista alcuna data di uscita.
Il 28 settembre 2017, Pineiro ha rilasciato Deadstar. Il mixtape include artisti come Chief Keef, Juicy J e Travis Scott. Il mixtape ha debuttato alla posizione numero 42 nella classifica degli album di Billboard 200. Dopo l'uscita del mixtape, Pineiro firmò per Cactus Jack Records.
L'8 novembre 2017, Pineiro ha partecipato al programma televisivo TRL di MTV, dove ha annunciato di avere un mixtape collaborativo in uscita con Murda Beatz intitolato Bless Yo Trap. In seguito ha pubblicato 2 singoli prelevati dal mixtape chiamati 123 e Do Not Disturb, l'ultimo dei quali con Lil Yachty e Offset dei Migos. Il mixtape è stato pubblicato il 13 aprile 2018.
Il 20 marzo 2018, mentre Pineiro era al South by Southwest, ha fatto un'intervista con Nardwuar the Human Serviette, dove ha rivelato di avere un progetto in arrivo nel 2018 chiamato Sound of Space, insieme al suo progetto Deadstar 2.

## Discografia

### Album in studio
- 2019 - Deadstar 2
- 2020 - Florida Jit

### Mixtape
- 2017 – Deadstar
- 2018 – Bless Yo Trap (con Murda Beatz)

### EP
- 2017 – Up Now Fuck Next
- 2019 - Lost Planet

### Singoli
- 2017 – Audi
- 2018 – 123 (con Murda Beatz)
- 2018 – Do Not Disturb (con Murda Beatz, featuring Offset & Lil Yachty)
- 2018 – Nephew (featuring Lil Pump)
- 2020 – Pop Shit (featuring Ronny J)